# Schloss Waldmannshofen
Das Schloss Waldmannshofen ist ein früheres Wasserschloss, das an Stelle einer spätmittelalterlichen Burg am nördlichen Ortsrand von Waldmannshofen in der Gemeinde Creglingen im Main-Tauber-Kreis in Baden-Württemberg erbaut wurde.

## Geschichte

### Ursprünge
Bereits 1408 wird eine Anlage in Waldmannshofen bei der Besitzeinteilung zwischen Hans und Fritz Truchseß von Baldersheim genannt. 1421 ist der erste Vertreter der Familie Rosenberg auf dem Schloss Konrad von Rosenberg.

### Zerstörung der Wasserburg 1523
Ende des 15. Jahrhunderts war eine Zeit des Umbruchs gekommen. Durch den Machtverlust von Kaiser Karl IV. und der Wahl Karls V. wurde die Unsicherheit auf den Straßen im deutschen Reich noch ungemein verschlimmert. Raubritter zogen durch die Gegend, reisende Kaufleute oder Gesandte fürchteten sich vor nächtlichen Übergriffen und konnten sich nicht mehr sicher fühlen. Obwohl 1495 auf dem Reichstag von Worms ein ewiglicher Landfrieden beschlossen worden war, trug diese Maßnahme nicht zur Schlichtung der Unruhen bei. Schon sieben Jahre früher, 1488, schlossen sich fränkische und schwäbische Reichsstände unter der Führung Nürnbergs zum sogenannten Schwäbischen Bund zusammen. Ziel des Zusammenschlusses war es die Angriffe auf Händler und andere Reisende durch Zusammenarbeit zu vermindern. 1489 wurde der Bund schließlich zur Reichsexekutive, das heißt zur ausführenden Macht, ernannt.

In der Mitte des 16. Jahrhunderts entführte der Raubritter Hans Thomas von Absberg Kaufleute aus Reichsstädten in Franken und Schwaben auf ihren Handelsreisen und verlangte ein hohes Lösegeld für ihre Freilassung. Um die wachsende Gefahr, durch Truppen des Schwäbischen Bundes erwischt zu werden, zu verringern, suchte er sich Verbündete, die ihm bei seinen Raubzügen unterstützen und für ihn bei Gefahr seine Gefangenen auf ihren Burgen versteckten. Auch Kunz von Rosenberg unterstützte ihn bei seiner Fehde, da er sich dadurch erhoffte, seine schwindenden Reichtümer wieder ein wenig aufzustocken. 1523 sandte der Bund schließlich seine Truppen aus, um insgesamt 23 „Raubnester“ dem Erdboden gleichzumachen. Die Truppen des Bundes, die aus 10 000 Fußsoldaten, 1000 Reitern bestanden, führten 100 Kanonen und 30 Büchsen als Bewaffnung mit sich, für die sie 900 Zentner Schwarzpulver bei sich hatten. Am 23. Juni schließlich erreichten die Truppen die Burg Waldmannshofen und sprengten sie, um so die Rückkehr derer von Rosenberg zu verhindern.

Das Feuerwehrmuseum
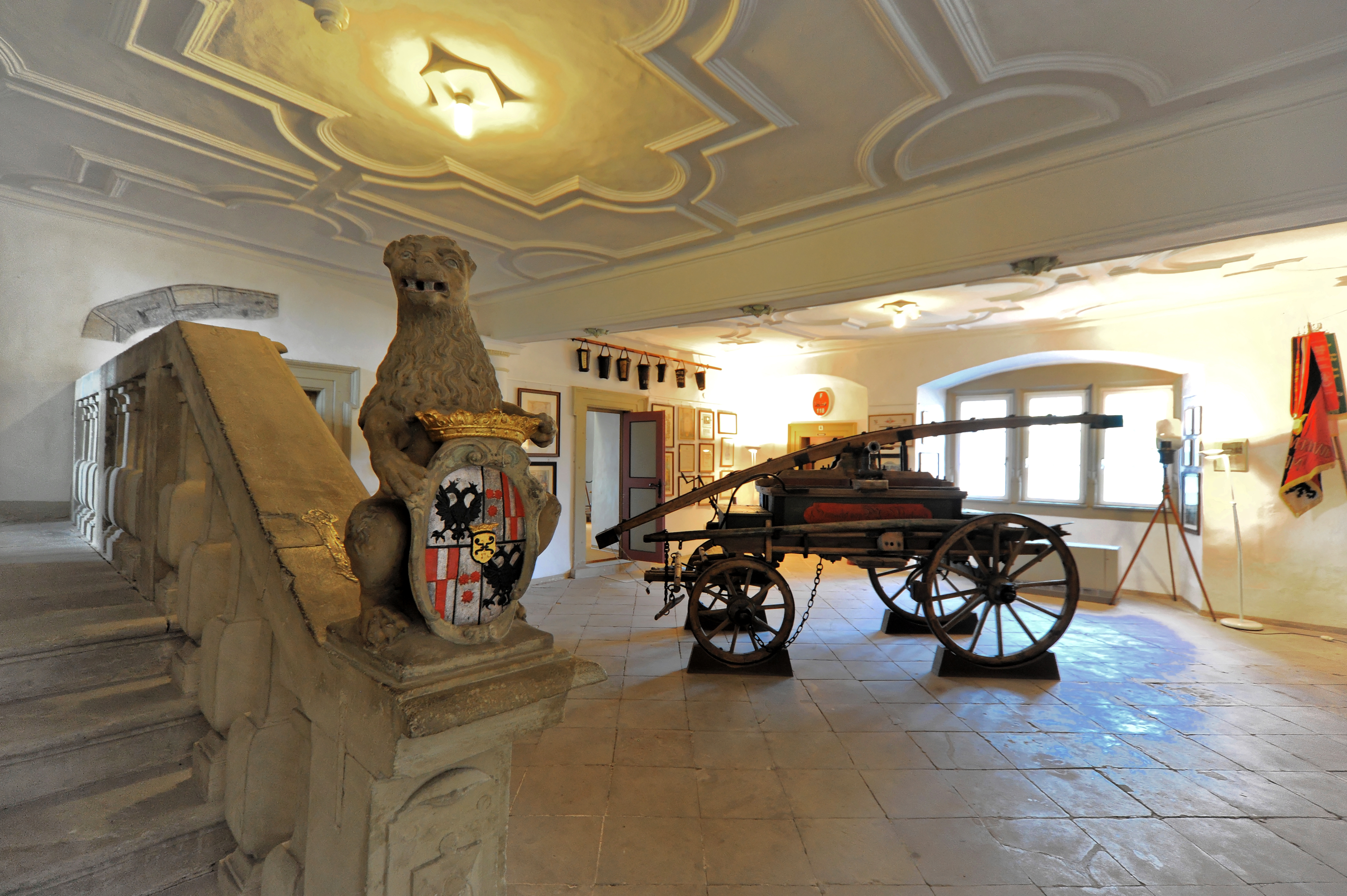
Alte Spritze im fürstlichen Ambiente
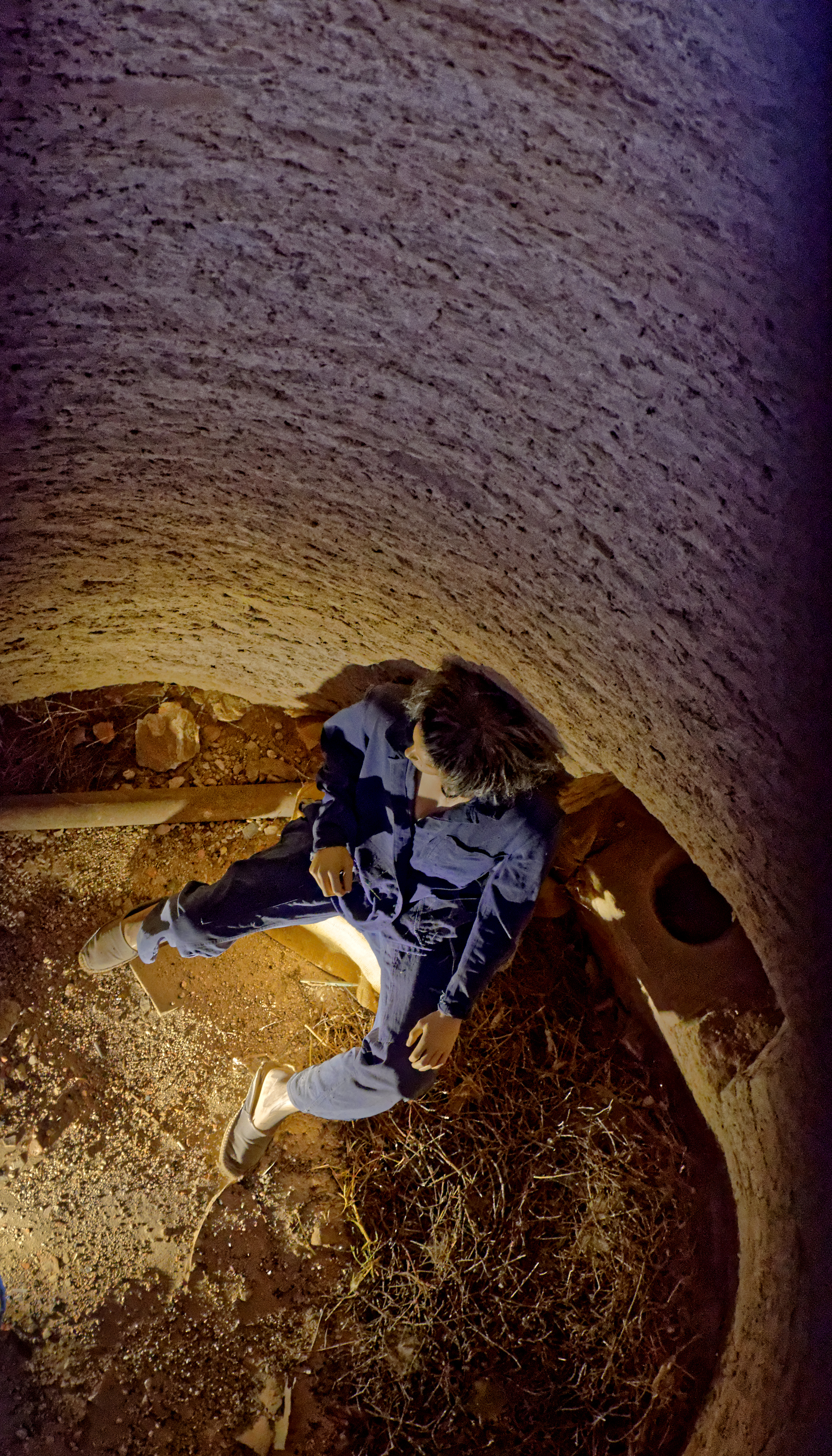
Das Verlies für Brandstifter
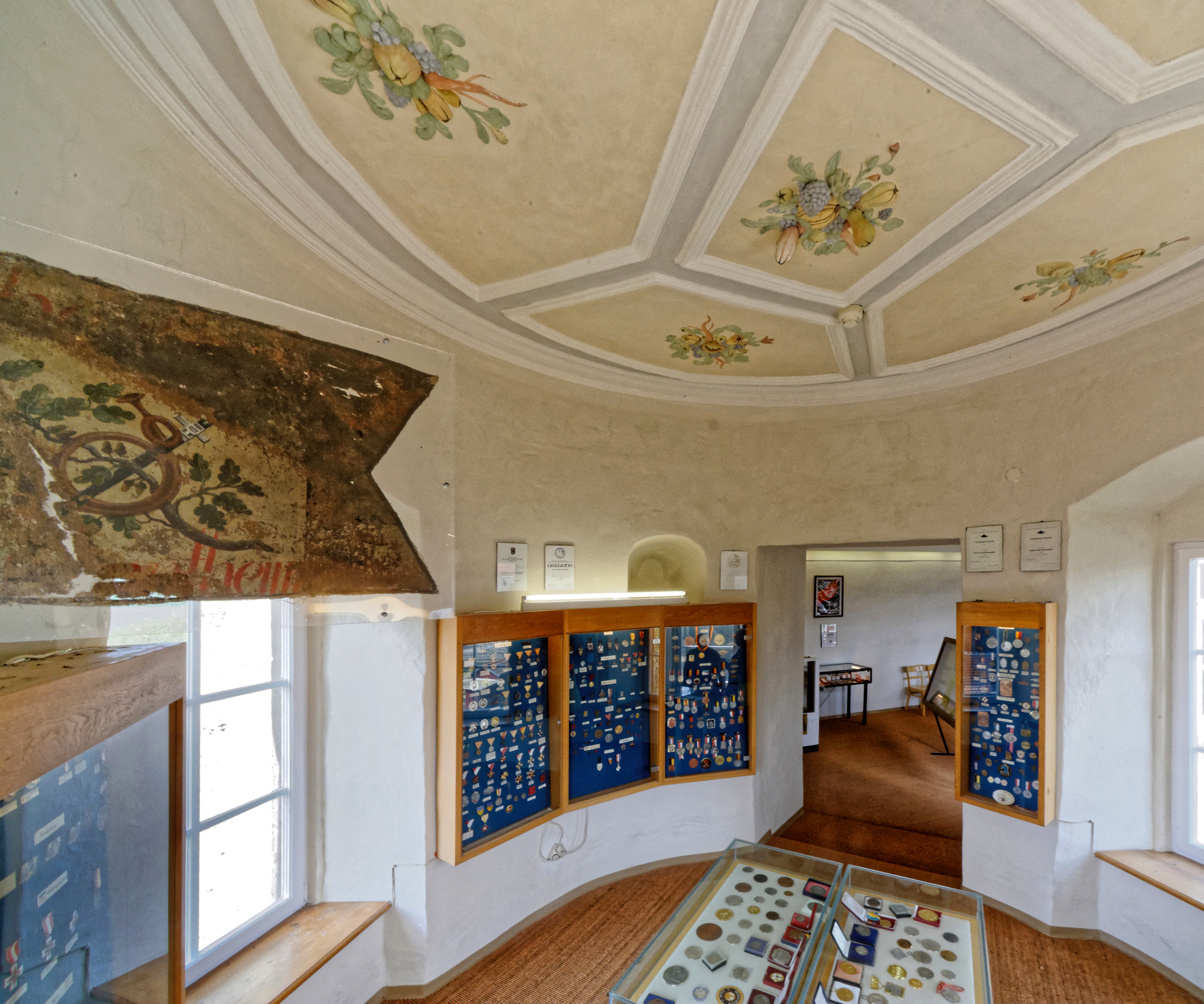
Ehrenzeichen im wunderschönen Ambiente
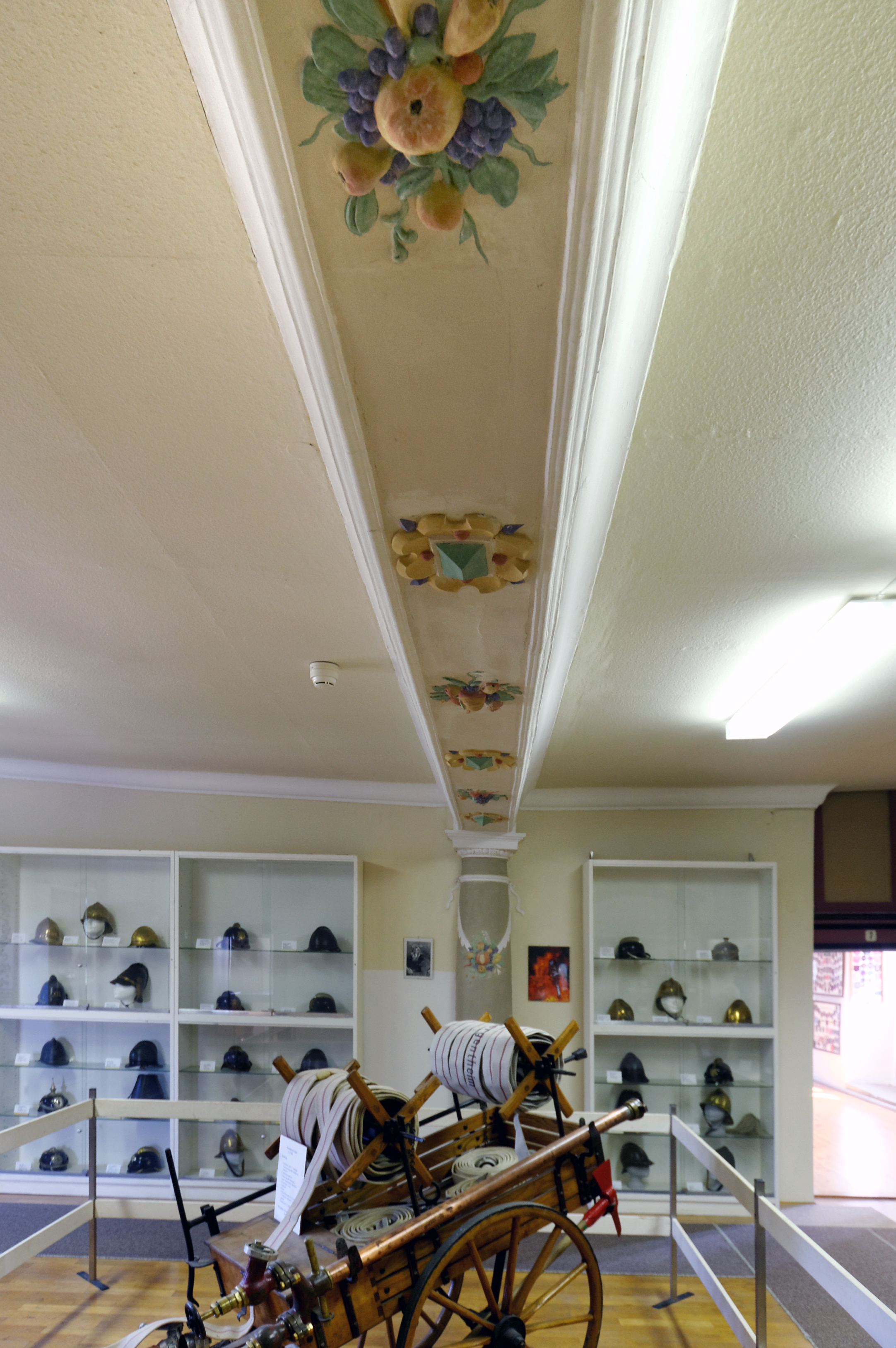
Schlauchwagen
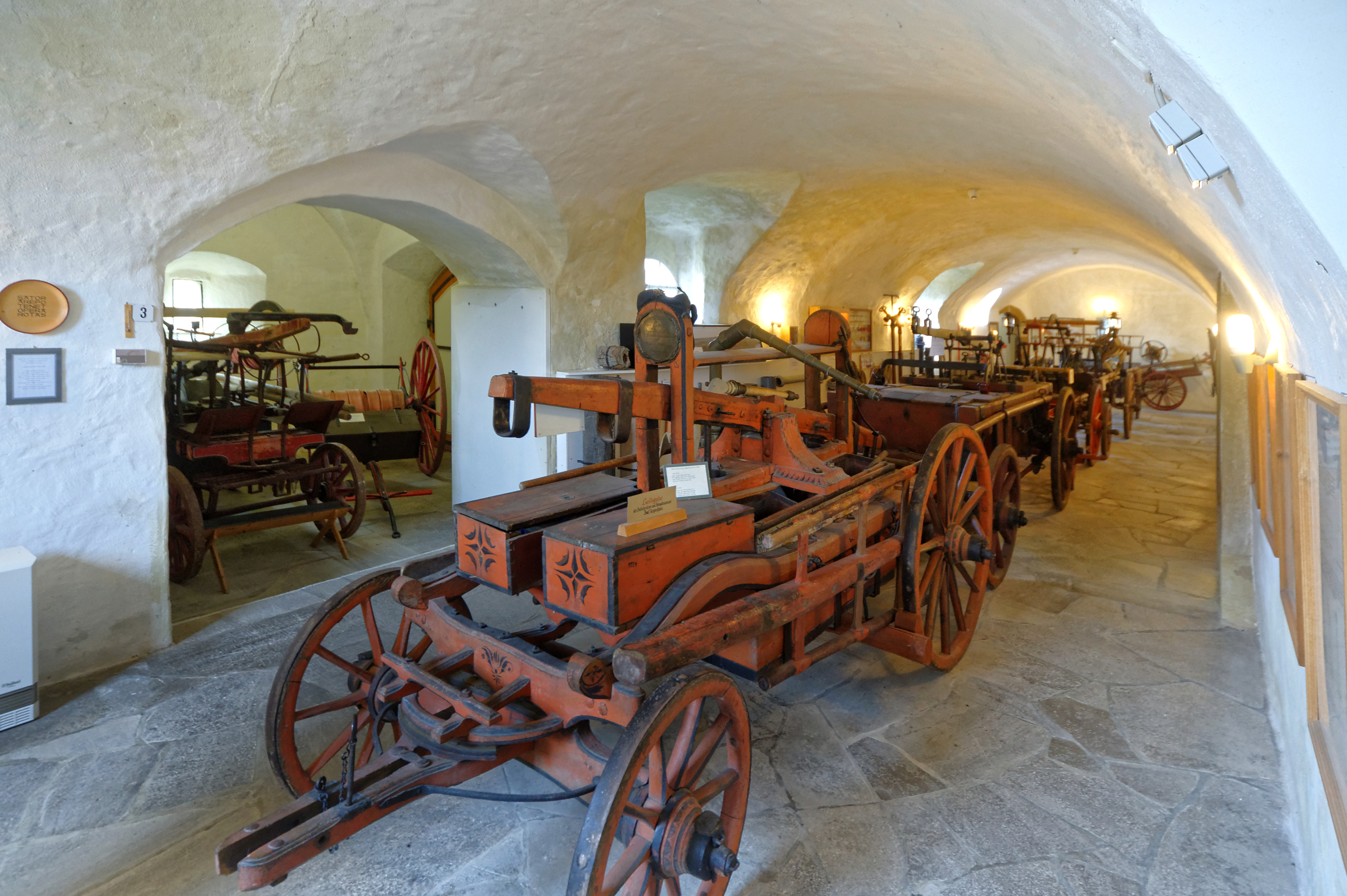
Stuppacher Feuerwehrspritze (1825)

### Holzschnitt des Hans Wandereisen

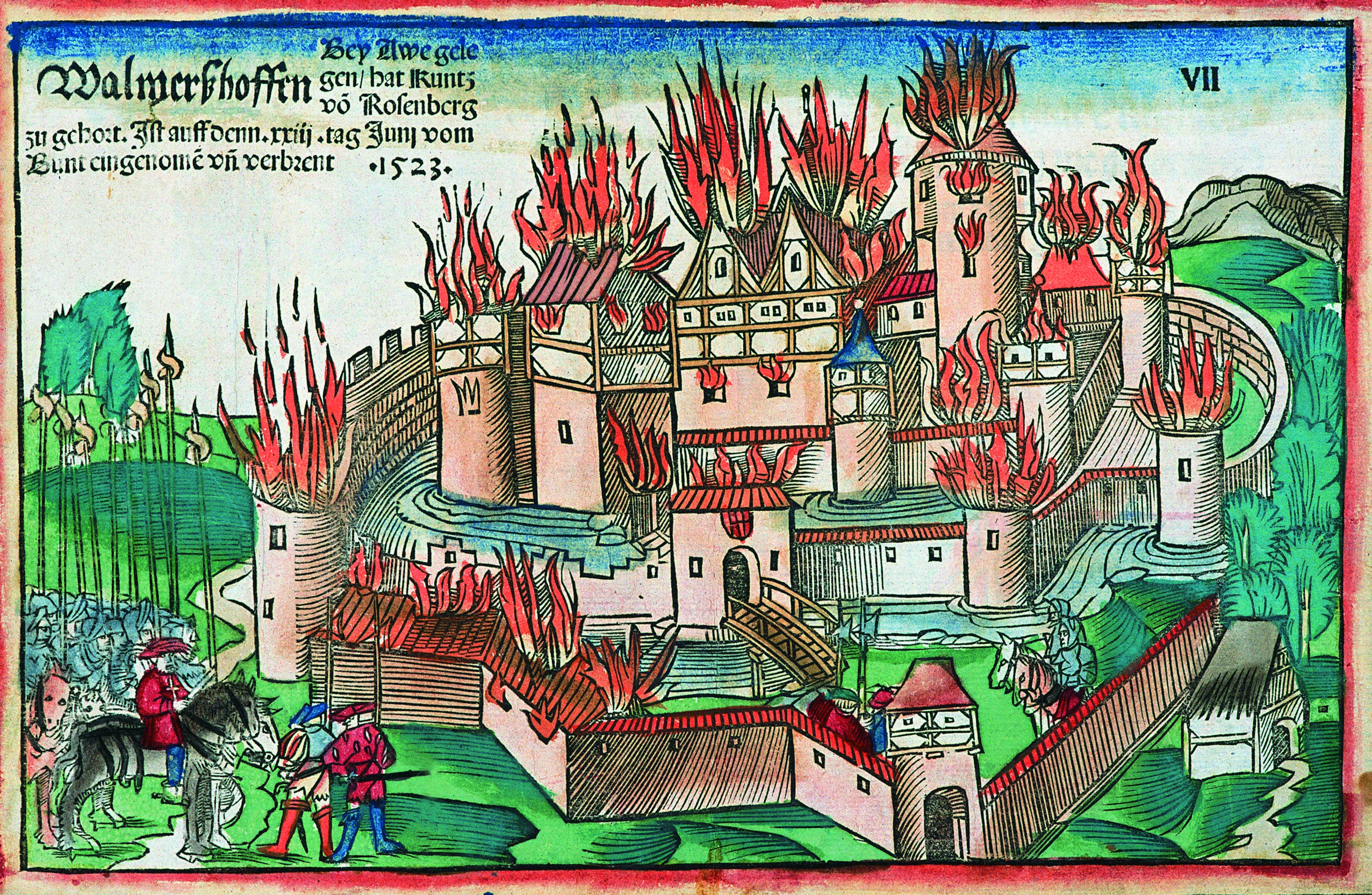
Nachträglich colorierter Holzschnitt zur Zerstörung der Burg 1523

Hauptartikel: Wandereisen-Holzschnitte von 1523
Die Burganlage wird auf dem Holzschnitt von Hans Wandereisen als massiver Bau gezeigt, der nicht nur durch einen Wassergraben gesichert ist, sondern auch durch eine innere und eine äußere steinerne Umfassungsmauer, die auf beiden Seiten mit Wachtürmen durchsetzt ist. Dem Bereich vor dem Torhaus ist eine weitere Mauer mit einem weiteren Torhaus vorgesetzt. Auch dieser vorgelagerte Bereich ist zum Teil mit Wasser gefüllt, so dass man zum Betreten der Burg zwei Brücken überqueren muss. Das äußere Torhaus ist durch eine zusätzliche Etage aus Fachwerk aufgestockt. Das innere Torhaus trägt über dem Torbogen das Wappen der Rosenberger. Der Eingang gegenüber dem inneren Torhaus führt in ein erstes hohes Gebäude, rechts davon findet sich das Haupthaus mit zwei Dachgiebeln, welches über einen gedeckten Verbindungsgang mit einem Turm verbunden ist. Der Turm ist nach oben verbreitert. Im Hintergrund ist noch ein weiteres kleines Gebäude erkennbar. Abgesehen von Haus und Turm sind Gebäude und die Wachtürme innerhalb des ersten Wassergrabens in den oberen Stockwerken aus Fachwerk gefertigt. Sofern die Wachtürme noch nicht durch Flammen verdeckt sind, laufen deren Dächer spitz zu und ihnen ist eine Kugel aufgesetzt. Alle Teile der Burg werden fast ausnahmslos brennend dargestellt, Dächer stehen in Flammen, Flammen züngeln ebenso aus den Fensteröffnungen. Die komplexe Burganlage füllt als Motiv den Holzschnitt aus, es befindet sich lediglich ein kleines Gebäude außerhalb der Mauern vorne rechts im Bild. Das Heer des Schwäbischen Bundes ist in zwei Teilen getrennt dargestellt. Die Reiterei mit einem auch regelmäßig in den anderen Holzschnitten wiederkehrenden Hauptmann befindet sich links im vorderen Bildbereich, die Fußtruppen und zwei berittene Ritter sind hinter der ersten Umfassungsmauer, die den Eingangsbereich zusätzlich abschirmt, versteckt angedeutet.

### Wiederaufbau als Renaissanceschloss

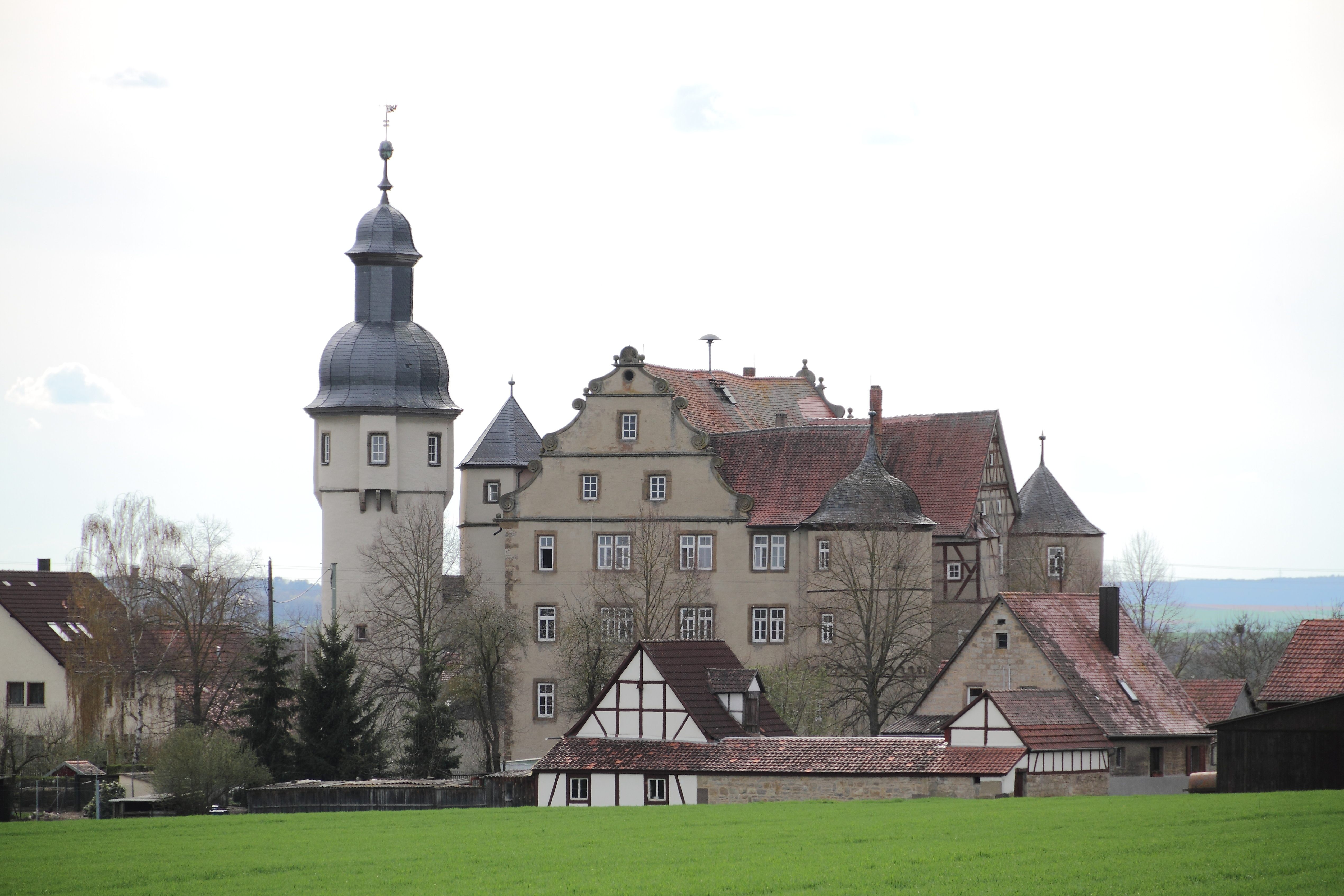
Das Schloss Waldmannshofen aus nordöstlicher Richtung gesehen.

Kunz von Rosenberg ließ die Burg in den Jahren 1544 bis 1548 als Wasserschloss neu errichten. Nach dem Aussterben der Familie Rosenberg belehnte Brandenburg-Ansbach den Feldmarschall Graf Melchior von Hatzfeldt mit Waldmannshofen, der die Burg zum Renaissanceschloss mit barocken Elementen ausbaute, wie es noch heute erhalten ist. Es ist zwar ein Schloss, aber die Anlage als Burg ist noch deutlich zu erkennen. Markantester und ungewöhnlichster Teil ist der abseits stehende Große Turm. Er ist mittels Gang vom Wohntrakt erreichbar. Welcher Funktion er diente, ist bislang noch nicht erforscht. Als Bergfried konnte er nicht dienen, da die Schießscharten fehlen, und zum damals üblichen Gebrauch als Gerichtsturm fehlen ihm die sonstigen Attribute (Verliese, Verhörräume oder Folterkammern).
Die Familie von Hatzfeldt blieb bis 1886, also 249 Jahre, Grundherr in Waldmannshofen.
Seit dem Ende des 19. Jahrhunderts wurde das Schloss nicht mehr bewohnt und war dem Verfall preisgegeben.

### Heutige Nutzung
Seit den 1950er-Jahren ist das Schloss im Besitz der Gemeinde Waldmannshofen und seit der Gebietsreform in Baden-Württemberg der Stadt Creglingen. 1956 bis 1970 wurde es restauriert. Heute befindet sich in seinen Räumen ein Feuerwehrmuseum.